# Едессайкос (футбольний клуб)
Спортивний клуб «Едессайкос» (грец. Αθλητικός Σύλλογος Εδεσσαϊκός) — грецький футбольний клуб з Едеси, заснований у 1959 році. Виступає у лізі Гамма Етнікі. Домашні матчі приймає на Муніципальному стадіоні, місткістю 6 000 глядачів.

## Досягнення
- Балканський кубок
  - Чемпіон: 1993.